# OTI 1990
La XIX edición del Gran Premio de la Canción Iberoamericana o el Festival de la OTI fue celebrada el 1 de diciembre de 1990 en el Caesar's Palace de Las Vegas. Sus maestros de ceremonias fueron el chileno Antonio Vodanovic, los mexicanos Alejandra Guzmán, Emmanuel y Fernando Allende y la venezolana María Conchita Alonso. Julio Sabala y José Luis Rodríguez "El Puma" estuvieron como artistas invitados al festival.

## Desarrollo
En esta edición se produce el regreso de Antillas Neerlandesas, tras el año en que fue reemplazado por la representación específica de Aruba. Asimismo, se destaca la reaparición del chileno Osvaldo Díaz (participante del Festival de la OTI de 1975), del paraguayo Rolando Percy (participante del Festival de la OTI 1978), del uruguayo Mario Echeverría (participante del Festival de la OTI 1983), del peruano Rocky Belmonte y del salvadoreño Walter Artiga (participantes del Festival de la OTI 1988) y de la nicaragüense Katia Cardenal (participante del Festival de la OTI 1989). 
También vale la pena señalar que la representante de Venezuela era nada más y nada menos que Lilibeth Rodríguez, quien es la hija de la destacada actriz Lila Morillo y del afamado cantante José Luis Rodríguez "El Puma", quien defendió a Venezuela en el Festival de la OTI 1974 obteniendo el tercer lugar. Lilibeth Rodríguez contó con el acompañamiento de los coros de su hermana Liliana Rodríguez.
Por Portugal se presentó la cantante Dora, quien había representado a su país dos veces en el Festival de la Canción Eurovisión (1986 y 1988).
La contribución de Puerto Rico fue la composición de Lou Briel, quien ya había llevado al Festival OTI de la Canción las tres composiciones en los años anteriores.
El representante de Estados Unidos fue Daniel Recalde, un joven de origen uruguayo de 17 años quien había sido corista de Camilo Sesto, de quien se consideraba su discípulo. Ambos compartieron la autoría de varias canciones.
El triunfo por segundo año consecutivo fue para la representación de México, con el romántico tema Un bolero interpretado por Carlos Cuevas, en el segundo lugar fue para Katia Cardenal con la canción Dame tu corazón en representación a Nicaragua y en el tercer lugar fue para la canción Duérmete mi amor, que es interpretados por Paco Ortega e Isabel Montero en representación a España.
En 1990, por segundo año consecutivo, se concedieron los premios económicos a los tres primeros lugares. El ganador obtuvo 30.000 dólares, en el segundo puesto obtuvo, 20.000 dólares y en el tercer puesto obtuvo, 10.000 dólares. El reparto del dinero correspondía al autor y al intérprete en un 50% para cada uno.

## Jurado internacional
La OTI nombró a los 10 jurados internacionales y su labor fue votar por sus cinco canciones favoritas dando 5, 4, 3, 2 puntos y 1 punto en orden de preferencia. La votación fue secreta y solo se dieron a conocer los tres primeros lugares.
- Lolita
- Celia Cruz
- Ana Gabriel
- Myriam Hernández
- Ilan Chester
- Vicky Carr
- Johnny Ventura
- Guillermo Dávila
- Luis Enrique
- Darío de la Peña (representante de la OTI)

## Participantes
| País                  | Título de la canción         | Título de la canción      |
| País                  | Artista                      | Idioma                    |
| --------------------- | ---------------------------- | ------------------------- |
| Antillas Neerlandesas | «Mujeres»                    | «Mujeres»                 |
| Antillas Neerlandesas | Margaret Mardenborough       | Español                   |
| Argentina             | «Quédate chiquilín»          | «Quédate chiquilín»       |
| Argentina             | Trio San Javier              | Español                   |
| Chile                 | «Si no te tuviera a ti»      | «Si no te tuviera a ti»   |
| Chile                 | Osvaldo Díaz                 | Español                   |
| Colombia              | «Más que a mi madre»         | «Más que a mi madre»      |
| Colombia              | Daniel Abadía                | Español                   |
| Costa Rica            | «Promesa de amor»            | «Promesa de amor»         |
| Costa Rica            | Alejandro Ulate              | Español                   |
| Ecuador               | «Por amor al arte»           | «Por amor al arte»        |
| Ecuador               | Patricio López               | Español                   |
| El Salvador           | «Todavía el amor perdona»    | «Todavía el amor perdona» |
| El Salvador           | Walter Artiga                | Español                   |
| España                | «Duérmete mi amor»           | «Duérmete mi amor»        |
| España                | Paco Ortega e Isabel Montero | Español                   |
| Estados Unidos        | «Tu amor es mi adicción»     | «Tu amor es mi adicción»  |
| Estados Unidos        | Daniel Recalde               | Español                   |
| Guatemala             | «Es por demás»               | «Es por demás»            |
| Guatemala             | Annaby                       | Español                   |
| Honduras              | «Qué fácil es»               | «Qué fácil es»            |
| Honduras              | Patricia Ramírez             | Español                   |
| México                | «Un bolero»                  | «Un bolero»               |
| México                | Carlos Cuevas                | Español                   |
| Nicaragua             | «Dame tu corazón»            | «Dame tu corazón»         |
| Nicaragua             | Katia Cardenal               | Español                   |
| Panamá                | «Dos amigas»                 | «Dos amigas»              |
| Panamá                | Vielka Plummer               | Español                   |
| Paraguay              | «Hacedme soñar la paz»       | «Hacedme soñar la paz»    |
| Paraguay              | Rolando Percy                | Español                   |
| Perú                  | «Viajero»                    | «Viajero»                 |
| Perú                  | Rocky Belmonte               | Español                   |
| Portugal              | «Quero acordar»              | «Quero acordar»           |
| Portugal              | Dora                         | Portugués                 |
| Puerto Rico           | «La mujer que sueño ser»     | «La mujer que sueño ser»  |
| Puerto Rico           | Ivonne Briel                 | Español                   |
| República Dominicana  | «Yo»                         | «Yo»                      |
| República Dominicana  | Vickyana                     | Español                   |
| Uruguay               | «Sin promesa»                | «Sin promesa»             |
| Uruguay               | Mario Echeverría             | Español                   |
| Venezuela             | «Ser mujer»                  | «Ser mujer»               |
| Venezuela             | Lilibeth Rodríguez           | Español                   |

## Resultados
</FONT

| #                                                  | País                  | Artista(s)                   | Canción                 | Posición |
| -------------------------------------------------- | --------------------- | ---------------------------- | ----------------------- | -------- |
| 1                                                  | Chile                 | Osvaldo Díaz                 | Si no te tuviera a ti   | -        |
| 2                                                  | Colombia              | Daniel Abadía                | Más que a mi madre      | -        |
| 3                                                  | Estados Unidos        | Daniel Recalde               | Tu amor es mi adicción  | -        |
| 4                                                  | Costa Rica            | Alejandro Ulate              | Promesa de amor         | -        |
| 5                                                  | Puerto Rico           | Ivonne Briel                 | La mujer que sueño ser  | -        |
| 6                                                  | España                | Paco Ortega e Isabel Montero | Duérmete mi amor        | 3        |
| 7                                                  | Nicaragua             | Katia Cardenal               | Dame tu corazón         | 2        |
| 8                                                  | Portugal              | Dora                         | Quero acordar           | -        |
| 9                                                  | Argentina             | Trío San Javier              | Quédate chiquilín       | -        |
| 10                                                 | El Salvador           | Walter Artiga                | Todavía el amor perdona | -        |
| 11                                                 | Honduras              | Patricia Ramírez             | Qué fácil es            | -        |
| 12                                                 | Uruguay               | Mario Echeverría             | Sin promesas            | -        |
| 13                                                 | Perú                  | Rocky Belmonte               | Viajero                 | -        |
| 14                                                 | Paraguay              | Rolando Percy                | Hacedme soñar la paz    | -        |
| 15                                                 | Antillas Neerlandesas | Margaret Mardenborough       | Mujeres                 | -        |
| 16                                                 | Ecuador               | Patricio López               | Por amor al arte        | -        |
| 17                                                 | Panamá                | Vielka Plummer               | Dos amigas              | -        |
| 18                                                 | México                | Carlos Cuevas                | Un bolero               | 1        |
| 19                                                 | República Dominicana  | Vickyana                     | Yo                      | -        |
| 20                                                 | Guatemala             | Annaby                       | Es por demás            | -        |
| 21                                                 | Venezuela             | Lilibeth Rodríguez           | Ser mujer               | -        |
| Lugar: Caesar's Palace - Las Vegas, Estados Unidos |                       |                              |                         |          |